# 후추탄

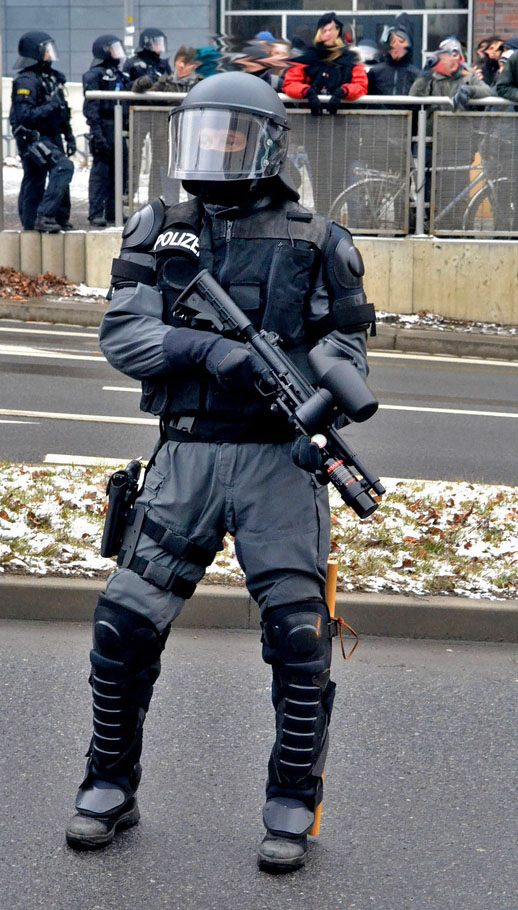
후추탄을 들고있는 독일 경찰

후추탄(Pepper-spray projectile or pepper-spray pellet)은 후추 스프레이와 유사한 기능을 가진 가루성의 화학물질로 탄창에 넣어 사용가능한 발사체이다.  이 물질에 노출되면 눈이 가렵고, 콧물이 나오므로 주로 군인들의 훈련용에 쓰이며, 경찰들이 대중을 진압할 때 사용된다.
이 물체에 맞았을 경우에 치명적이지는 않지만, 부적절한 위치에 맞을 경우 치명적일 수 있다. 이 후추탄은 홍콩시위대에 중국 경찰이 사용되었다.   이 분말가루는 PAVA(Capsaicin II)로도 불린다.